# لیزر رفع موهای زائد
دستگاه برداشتن مو یا لیزر رفع موهای زائددستگاهی است که فرایند از بین بردن موهای ناخواسته و زائد را، با استفاده از قرار گرفتن در معرض پالس‌های نور لیزر انجام می‌دهد که منجر به از بین بردن فولیکول مو و عدم رشد مجدد مو می‌شود.
این روش، پس از حدود ۲۰ سال بررسی و آزمایش، از سال ۱۹۹۵ به‌صورت تجاری در دسترس کلینیک‌ها و عموم مردم قرار گرفت. بسیاری از روش‌های استفاده از لیزر برای برداشتن مو، روش‌های ایمنی هستند و مقالات زیادی در مورد ایمنی آن‌ها منتشر شده‌است.

## تاریخچه
تاکنون انسان‌ها، روش‌های زیادی برای رفع موهای زائد ابداع کرده‌اند. برخی از روش‌ها که موقتی و قدیمی هستند عبارتند از: اپیلاسیون، کرم‌ها و پودرهای موبر، بند انداختن و استفاده از موچین، تیغ اصلاح، دستگاه‌های مو کن خانگی و محلول‌های شیمیایی. پس از استفاده از روش‌های مذکور، موهای زائد دوباره رشد خواهند کرد و از بین بردن موهای زائد به صورت موقتی است.
با حضور تکنولوژی‌های جدید، پزشکی به نام راکس اندرسون فارغ‌التحصیل مؤسسه فناوری ماساچوست به همراه ملانی گراسمن، دریافتند که می‌توان به صورت انتخابی کروموفورها را با هدف از بین بردن سلول‌های بنیادی موجود در فولیکول‌های مو مورد اصابت فوتون‌های لیزر قرار داد. این روش، توانست به اثبات برسد و در سال ۱۹۹۶ میلادی برای اولین بار استفاده شد.
در سال ۱۹۹۷ میلادی، سازمان غذا و داروی ایالات متحده آمریکا (اف‌دی‌ای) این روش را برای حذف مو مورد تأیید قرار داد. با توسعه این تکنولوژی و تحقیقات بیشتر، مشخص شد که استفاده از لیزر، برای حذف و برداشتن مو مؤثر و کارآمد است؛ به همین دلیل، در حال حاضر این روش، روشی معمول برای از بین بردن مو برای مدت زمان طولانی است.
اولین دستگاه لیزر مو برای تخریب فولیکول‌های مو توسط تئودور میمن (Theodore H Maiman) در سال ۱۹۶۰ ابداع شد. این لیزر که به نام لیزر رابی مشهور بود، تأثیر زیادی نداشت و بسیار کند بود و تنها می‌توانست رشد موها را به حداقل برساند. در عین حال موجب آسیب رسیدن و سوختگی پوست نیز می‌شد. این لیزر متشکل از یک میله پوشش داده شده توسط نقره بود و یک فلش لامپ نیز با قدرت بالا روی آن نور می‌انداخت. لیزر روبی هر چند ثانیه یک بار به صورت پالسی تکرار می‌شد. طول موج آن بسیار کوتاه بود. این دستگاه می‌توانست در یک مدت زمان مشخص تعداد کمی از فولیکول‌های مو را مورد هدف قرار دهد و فرایند بسیار زمانبری داشت.
سابقه لیزر موهای زائد با لیزر الکساندرایت به سال ۱۹۷۰ بر می‌گردد. اگرچه این لیزر بسیار ایمن تر از اولین نوع خود بود، اما حرارت کافی برای تخریب فولیکول‌های مو ایجاد نمی‌کرد؛ در نتیجه سال‌ها طول کشید تا نتیجه دائمی کاهش موهای زائد از این دستگاه مشاهده شود.
لیزر یگ نیز جزو اولین لیزرهایی بود که در سال ۱۹۶۴ با هدف لیزر موهای زائد توسط اف‌دی‌ای تأیید شد. به این دلیل که توانست رشد مو را کاهش داده و تقریباً به‌طور دائم از رشد مجدد آن جلوگیری کند. در سال ۱۹۷۵ متخصص پوست و موی هاروارد به نام دکتر پاتریک یک مقیاس فتو تایپینگ فیتزپاتریک را پیشنهاد داد که رنگ پوست بدن انسان را دسته‌بندی می‌کرد. از این مقیاس امروزه برای تعیین کاندید مناسب برای دستگاه لیزر مو استفاده می‌شود.
افرادی که پوست بسیار تیره و سیاهی داشته باشند، به علت جذب حرارت لیزر روی پوستشان ممکن است دچار آسیب شوند. در سال ۱۹۸۳ دانشمندان توانستند لیزری طراحی کنند که مدت زمان پالس آن برای هدف قرار دادن فولیکول‌های مو کافی بود. در نتیجه بدون آسیب رساندن به پوست فقط فولیکول‌های مو را هدف قرار می‌داد.
نزدیک به ۴۰ سال طول کشید تا دانشمندان توانستند یک سیستم لیزر مو مناسب را برای حذف موهای زائد در خانه طراحی کنند. در سال ۲۰۰۸، اف‌دی‌ای اولین سیستم حذف موهای زائد با لیزر خانگی را با نام لیزر تریا فور ایکس Tria Laser 4x تأیید کند. در این لیزر نیز همان تکنولوژی لیزری که در کلینیک‌های حرفه ای مورد استفاده قرار می‌گرفت، به کار رفته‌است و به این ترتیب مشتریان توانستند به راحتی در خانه خودشان تقریباً به‌طور دائم از شر موهای زائد خلاص شوند. از آن به بعد بسیاری از دستگاه‌های لیزر موی خانگی با هدف کاهش دائمی موهای زائد توسط FDA تأیید شد. اکثر سیستم‌های لیزر موی خانگی در بازار امروزه بر مبنای IPL یا Tria یا هستند.

## مکانیسم

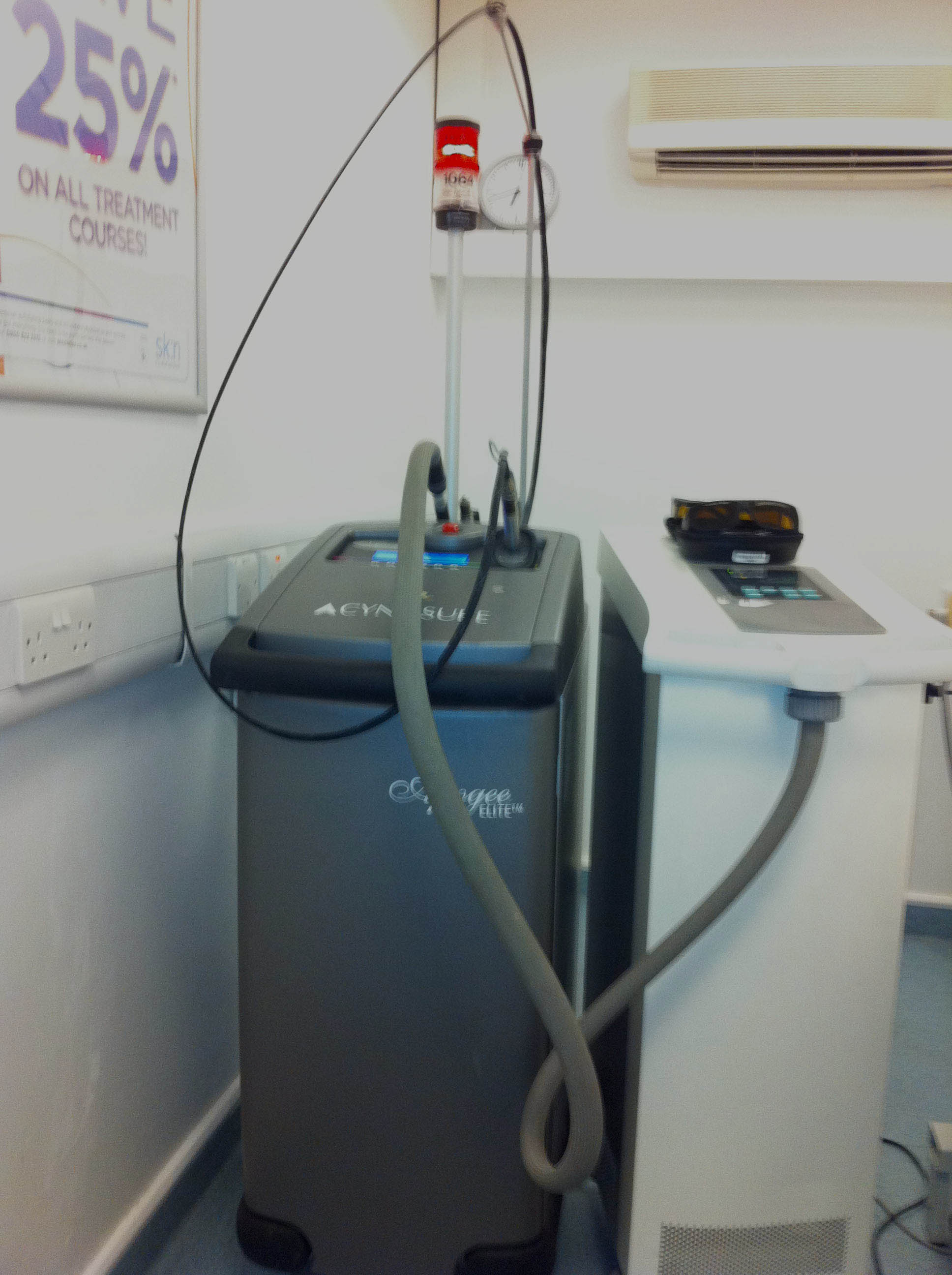
دستگاه لیزر رفع موهای زائد

اصل اولیه در استفاده از لیزر مو استفاده از یک طول موج از فوتون و پالس مدت‌دار برای به دست آوردن اثر مطلوب در بافت هدف و حداقل اثر منفی بر بافت اطراف است.
لیزر می‌تواند باعث آسیب موضعی و گرمایشی در بخش‌های تیره‌ای که باعث رشد مو هستند و به آن‌ها ماده ملانین می‌گویند در ناحیه فولیکول مو می‌شود در حالی که هنوز بقیه پوست گرم نشده‌اند. نور توسط بخش‌های تیره جذب می‌شود بنابراین، در بخش‌های تیره مورد نظر پوست با سرعت بیشتر و با شدت جذب صورت می‌گیرد. این ماده می‌تواند طبیعی یا مصنوعی باشد [می‌تواند رنگ شده باشد].
ملانین، نقش اصلی و اولیه کروموفور را در همه نوع دستگاه لیزری حذف مو که حال حاضر در بازار هستند، دارد. ملانین به‌طور طبیعی در پوست عامل تعیین رنگ پوست و رنگ مو است و دو نوع ملانین در مو وجود دارد. یوملانین به موها رنگ قهوه‌ای یا سیاه می‌دهد در حالی‌که فئوملانین باعث ایجاد رنگ بلوند یا قرمز موها می‌شود. به دلیل جذب انتخابی فوتون‌های لیزر معمولاً فقط موهایی با طیف رنگی سیاه یا قهوه‌ای می‌توانند برداشته شوند و موهایی با رنگ سفید یا بلوند، به‌خوبی حذف نمی‌شوند. لیزر اثر بیشتری بر حذف موهای تیره و ضخیم دارد. پوست روشن و موهای تیره یک ترکیب ایده‌آل برای مؤثر بودن و دست یافتن به بهترین بازدهی حذف توسط لیزر هستند، اما در حال حاضر لیزرهای جدید مانند لیزر Nd:YAG تا حدودی قادر به حذف موهای تیره در افراد دارای پوست تیره نیز هستند.

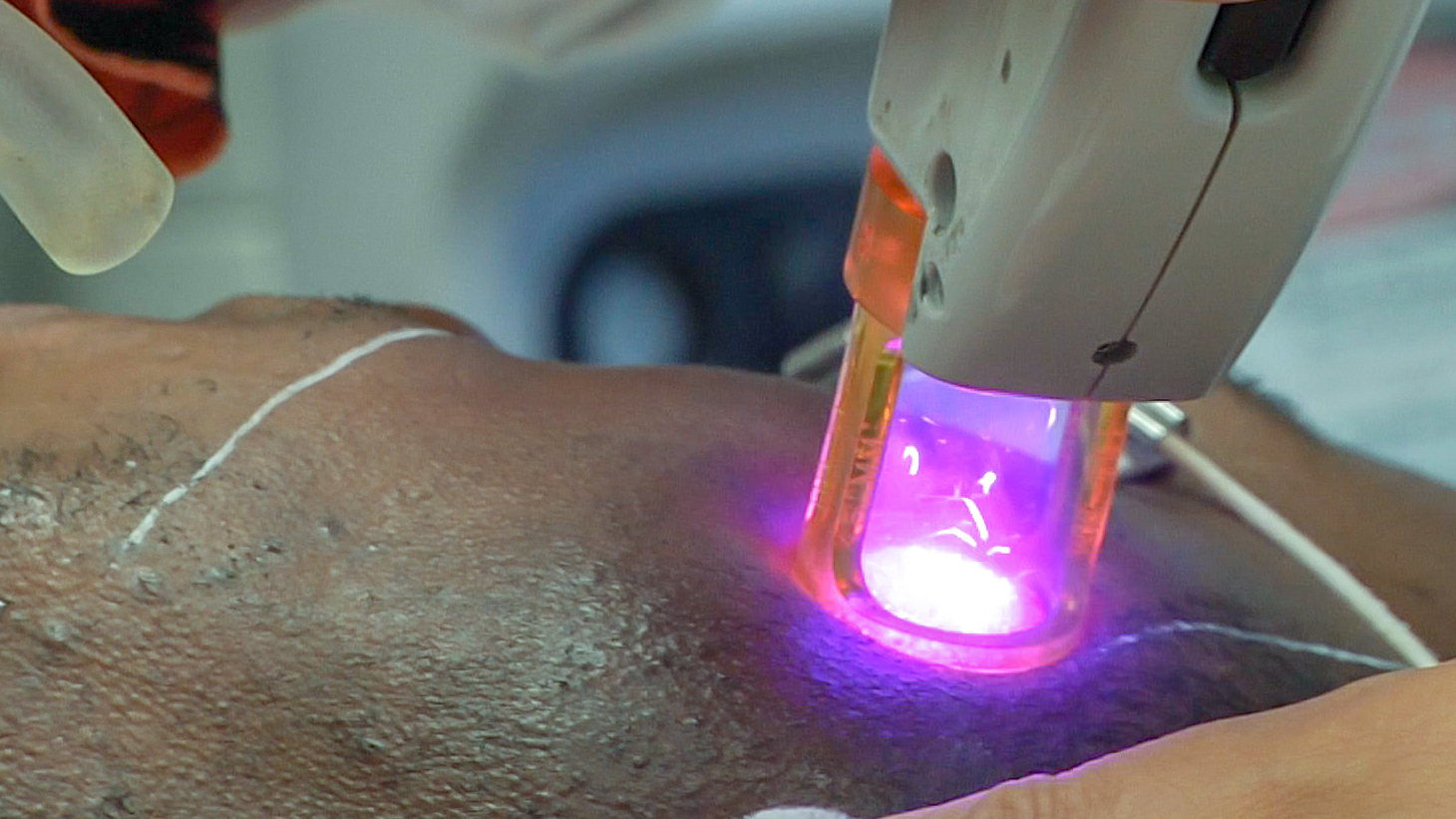
حذف لیزری موهای صورت با پوست تیره

لیزر حذف مو از سال ۱۹۹۷ و پس از تأیید شدن برای «کاهش دائمی» در ایالات متحده توسط غذا و داروی آمریکا (FDA) مورد استفاده قرار می‌گیرد. از نظر FDA، تعریف «دائمی» عبارت است از کاهش طولانی مدت و پایدار در کاهش تعداد موهایی که مجدداً رشد می‌کنند پس از دوره درمان. در واقع بسیاری از بیماران تجربه رشد کامل و مجدد مو چند سال پس از آخرین دوره استفاده را دارند. این امر به این معنی است که اگر چه درمان لیزر با این دستگاه به‌طور اساسی موجب کاهش تعداد موهای بدن می‌شود ولی این یک روش دائمی برای رفع همیشگی رشد مو نیست.
پیش از این، از روش درمانی لیزر برای رفع موهای زائد تنها برای افراد با رنگ پوست روشن استفاده می‌شد، اما با پیشرفت تکنولوژی، امروزه این جراحی برای بیماران با رنگ پوست تیره هم انجام می‌شود و برای آن‌ها امن بوده و خطری ندارد. لیزر الکس کندلا برای پوست‌های تیره هم کاربرد دارد. برای از بین بردن موهای زائد در بیشتر افراد، باید چند مرحله لیزر انجام شود. در برخی موارد ممکن است که زمان از بین رفتن موهای زائد چندین سال زمان ببرد. باید به مراقبت‌هایی که پس از انجام لیزر نیاز است توجه داشت. تشخیص این که چه کسی به انجام لیزر نیاز دارد و تا چه میزان باید این کار را انجام دهد تا کاملاً موها رفع شوند، غیرممکن است. بهترین و مؤثرترین شیوه برای درمان موهای زائد موجود در قسمت بازو، سینه، پشت و شانه است. دوره درمان لیزر به دلیل متفاوت بودن افراد و الگوی رشد موها، در هر فرد متفاوت است اما به‌طور میانگین برای برطرف شدن موها بین ۳ تا ۷ جلسه نیاز است.
این روش، اصلی‌ترین روش برای از بین بردن موهای زائد در دنیا است. در حذف موهای زائد با لیزر سه ویژگی از لیزر بسیار اهمیت داد. طول موج و توان لیزر و قطر لکه لیزر. طول موج این لیزرها در ناحیه قرمز و مادون قرمز نزدیک است و هرچه طول موج لیزر بلندتر شود نفوذ آن در پوست بیشتر می‌شود. نکته دیگر این که با تیره شدن رنگ پوست، جذب طول موج‌های کوتاهتر در پوست بیشتر می‌شود به این معنا که لیزر با طول موج کوتاهتر درد بیشتری نسبت به لیزر با طول موج بلند برای بیمار پوست تیره ایجاد می‌کند. برای از بین بردن موهای زائد با لیزر ۳ طول موج اصلی وجود دارد. طول موج اول ۱۰۶۴ نانومتر است. منبع تولید این لیزر بلور یا دایود لیزر است. این طول موج مناسب برای تایپ پوست‌های ۴ و ۵ مناسب است. قطر لکه این لیزر حدود ۱۰ میلی‌متر و توان مؤثر آن حدود 20-50 J/cm² و طول پالس آن حدود ۱۵ تا ۳۰ میلی‌ثانیه است. دوره درمان با این لیزر ۶ جلسه به فواصل ۲ هفته می‌باشد. این لیزر بیشتر موهای با عمق زیاد و ریشه‌های بسیار عمیق و سیاه رنگ در پوستهای بسیار تیره را از بین می‌برد.
طول موج مورد استفاده دیگر طول موج ۷۵۵ نانومتر است. توان مورد استفاده معمولاً بین 10-40 J/cm² بوده و برای تایپ پوست یک و دو مناسب است؛ و مدت درمان با این لیزر ۶ جلسه به فاصله ۲ تا ۳ هفته است. این لیزر برای موهای سطحی و رنگ روشن در پوست‌های روشن مورد استفاده قرار می‌گیرد.
تایپ پوست موجود در ایران بیشتر از نوع ۳ و ۴ است در نتیجه طول موج مناسب برای کار در ایران ۸۰۸ نانومتر دایود است. به دلیل نازک شدن و کرکی شدن موها بعد از ۳ جلسه استفاده از این طول موج بهتر است از لیزری با طول موج ۷۵۵ نانومتر استفاده شود.

## مقایسه با سایر روش‌های حذف

### در مقایسه با نور شدید پالسی
در سال ۲۰۰۶ مقاله‌ای به نقد و بررسی در مجله «لیزر در علوم پزشکی» با مقایسه پالس نور شدید موزدایی و دو نوع لیزر الکساندریت و دیود لیزر انجام گرفت. این بررسی، هیچ تفاوت آماری در کوتاه مدت نشان نداد اما در سطح دیگر نشان داد عوارض جانبی با دیود لیزری مبتنی بر درمان بیشتر است. کاهش موهای زائد پس از ۶ ماه دوره درمانی، ۶۸٫۷۵ درصد برای لیزر، ۷۱٫۷۱٪ لیزر دیود و ۶۶٫۹۶٪ برای نور شدید پالسی را نشان داد. عوارض جانبی گزارش شده ۹٫۵٪ برای لیزر، ۲۸٫۹٪ لیزر دیود و ۱۵٫۳ درصد برای نور شدید پالسی گزارش شده‌است. همه عوارض جانبی به‌طور موقت بوده‌اند و حتی تغییرات رنگدانه‌ها در عرض ۶ ماه به حالت اول بازگشته‌اند.
نور شدید پالسی هر چند، از لحاظ فنی یک لیزر نیست، گاهی به اشتباه به عنوان «لیزر مو» استفاده می‌شود. نور شدید پالسی که از فلش زنون لامپ که کاملاً طیف نور است استفاده می‌کند. دستگاه‌های نور شدید پالسی به‌طور معمول خروجی با طول موج بین 400 نانومتر تا 1200 نانومتر کار می‌کنند. فیلتر اعمال می‌شود برای جلوگیری از طول موج‌های کوتاه‌تر؛ در نتیجه تنها با استفاده از این دیگر «رنگ قرمز» طول موج برای کاربردهای بالینی است.

### در مقایسه با الکترولیز
الکترولیز یکی دیگر از روش حذف مو است که بیش از ۱۳۵ سال است استفاده می‌شود. بر خلاف لیزر اپیلاسیون الکترولیز استفاده می‌شود برای حذف ۱۰۰٪ از موها در یک منطقه و مؤثر در مو از همه رنگ در صورت استفاده در یک کافی سطح قدرت با روش مناسب است. مو بیشتر ممکن است رشد در برخی از مناطق که در معرض هورمون ناشی از رشد (به عنوان مثال یک زن چانه و گردن) را بر اساس فرد سطح هورمون‌ها یا تغییرات در آن و در یک زمینه ژنتیکی برای رشد موهای جدید است.
مطالعه‌ای در سال ۲۰۰۰ در مرکز لیزر ASVAK در آنکارا انجام شد. در این مطالعه، میزان حذف موها با لیزر کریزوبریل، با روش الکترولیز در ۱۲ نفر مقایسه شد. نتیجهٔ مقایسه این بود که روش حذف با لیزر، ۶۰ برابر سریع‌تر و با درد کمتر و قابل اعتمادتر از روش الکترولیز است. البته باید توجه که در این پژوهش، از روش الکترولیز گالوانیک به جای روش ترمولیز یا ترکیبی از این دو استفاده شد. البته مطالعه ای که در سال ۲۰۰۱ در انجمن جراحی پوست منتشر شد، سه روش حذف مو را در ۳۰ نفر مقایسه کرد. نتایج نشان داد که در جلسه اول لیزر موهای زائد در مقایسه با الکترولیز یا اپیلاسیون که تفاوت قابل توجهی در رشد نشان نمی‌دهند، تنها پس از همان جلسه، مقدار قابل توجهی ریزش مو را به همراه داشت.

### در مقایسه با تراشیدن
تراشیدن مو روشی برای حذف مو از سطح بدن با تیغ برای یک دوره کوتاه مدت است که سابقهٔ آن به قرن‌ها پیش بازمی‌گردد.
ژان ژاک برای اولین بار به ابداع یک تیغ ایمن در ۱۷۶۲ پرداخت. پس از او در سال ۱۸۹۵ یک تاجر آمریکایی به‌نام کینگ سی. ژیلت، نوعی تیغ مدرن، تیز، ایمن، باریک، ارزان‌قیمت و قابل استفادهٔ مجدد را ابداع کرد. این روش به‌عنوان روشی موقت در سراسر دنیا مرسوم است اما روشی موقت بوده و می‌تواند ایجاد تحریک یا التهاب موضع شود.

### مقایسه با اپیلاسیون / موم
اپیلاسیون و موم زدن روش‌هایی موقت اما با دوامی بیشتر از روش تراشیدن برای حذف موهای زائد است. در گذشته مصریان باستان، طراحی و توسعه روشی مشابه را انجام داده‌اند. آن‌ها مخلوطی از روغن و عسل را تهیه و سپس آن را به پوست می‌زدند.
امروزه به‌طور کلی دو نوع اپیلاسیون تکامل یافته وجود دارد:
۱. گرم کردن نوعی مادهٔ مومی و استفاده از آن روی پوست و سپس قرار دادن یک پارچه بر روی آن و کشیدن ناگهانی آن.
۲. استفاده از نوارهای چسبی آماده روی موضع و کشیدن یک‌بارهٔ آن در جهت مخالف رویش موها.

## مقررات
در برخی از کشورها از جمله ایالات متحده آمریکا، حذف مو را هر کسی می‌تواند انجام دهد. در بعضی مناطق و کشورها، فقط پزشکان و پرسنل تحت نظارت پزشک می‌تواند آن را انجام دهد، در حالی که در موارد دیگر نیاز به مجوز حرفه‌ای به‌طور منظم برای پرستاران، دستیاران پزشک دارد.
در ایران نیاز به مجوز وزارت بهداشت هم می‌باشد

## انواع لیزر برداشتن مو
در دستگاه‌های لیزر، برای حذف مو از نور مرئی تا تابش‌های نزدیک به فروسرخ با طول موج‌های مختلفی استفاده می‌شود. تفاوت اصلی میان دستگاه‌های لیزر، نوع تکنولوژی به کار رفته و طول موج ساطع شده در آنها است. طول موج لیزر مورد استفاده با واحد نانومتر بیان می‌شود:
| نوع لیزر      | طول موج (نانومتر)            | منبع نور                    | نوع پوست            |
| لیزر آرگون    | 488 نانومتر یا 514.5 نانومتر | فیروزه/فیروزه‌ای یا سبز      | دیگر استفاده نمی‌شود |
| لیزر یاقوت    | 694.3 نانومتر                | عمیق قرمز                   | رنگ پریده           |
| کریزوبریل     | ۷۵۵ نانومتر                  | نزدیک به فروسخ              | همهٔ پوست‌ها          |
| لیزر دیودی    | 808 نانومتر                  | نزدیک به مادون قرمز         | آسیایی              |
| Nd:YAG        | 1064 نانومتر                 | نزدیک به مادون قرمز         | رنگ تیره‌تر          |
| لیزر تیتانیوم | 755,808,940,1064             | نزدیک به فروسرخ و مادن قرمز | برای انواع پوست ها  |

عرض پالس (یا مدت) یکی از نکات مهم است. زمان حرارت دادن پالس به‌طور مستقیم با زمان آسیب در فولیکول در ارتباط است. هنگامی که در تلاش برای از بین بردن فولیکول مو که هدف اصلی جوانه سلول‌های زنده در سطح شفت مو است، انرژی نور جذب شده توسط ملانین داخل مو نفوذ کرده و گرما تولید می‌شود. برای رسیدن به این شرایط سیستم باید قادر به تولید قدرت خروجی مورد نیاز باشد.
عرض پرتو به‌طور مستقیم بر عمق نفوذ انرژی با توجه به پراکندگی عوارض در لایه درم متناسب است. پرتو با قطر بزرگتر در نتیجه عمیق‌تر، رسوب انرژی بیشتر و دماهای بالاتر را موجب می‌گردد.
اثرگذاری یا چگالی انرژی یکی دیگر از نکات مهم است.
در اصل مهم خروجی پارامتر در هنگام درمان (و دیگر شرایط پوست) است و تراکم قدرت ترکیبی از انرژی نقطه قطر و پهنای پالس است.

## تعداد جلسات
رشد مو در چند مرحله (آناژنهای تلوژنهای کاتاژن: مرحله پسرفت) صورت می‌گیرد و یک لیزر می‌تواند رشد فولیکول‌های مو (اوایل آناژن) را تحت تأثیر قرار دهد. از این رو نیاز به چندین جلسه برای از بین بردن مو در تمام مراحل رشد وجود دارد.
جلسات لیزر موهای زاید متفاوت است و بسته به نوع مو و رنگ پوست دوران درمان طول می‌کشد، در بسیاری از موارد حداقل به هفت جلسه نیاز است. زمان درمان بین سه تا هفت جلسه است و به نوع دستگاه و قدرت آن و نظر پزشک نیز بستگی دارد. طول زمان درمان و تعداد جلسات به پارامترهای مختلفی از جمله منطقه از بدن که تحت درمان است یا رنگ پوست، درشتی مو، تیرگی مو، جنس مو و عواملی مانند مواد و کرم‌هایی که بعد از جلسات زده می‌شود و به میزان تحمل افراد و قدرت لیزر برای درمان بستگی دارد.
معمولاً اگر موها سیاه و تیره باشند و رنگ پوست روشن بیشترین نتیجه در زمان کوتاه بدست می‌آید.
لیزرها روی موهای به رنگ قرمز و سفیدکار نمی‌کند و برای کسانی که پوست تیره‌تر دارند با دستگاه‌های کلینیکی مخصوص و زیر نظر پزشک باید لیزر انجام شود.

## عوارض جانبی و خطرات

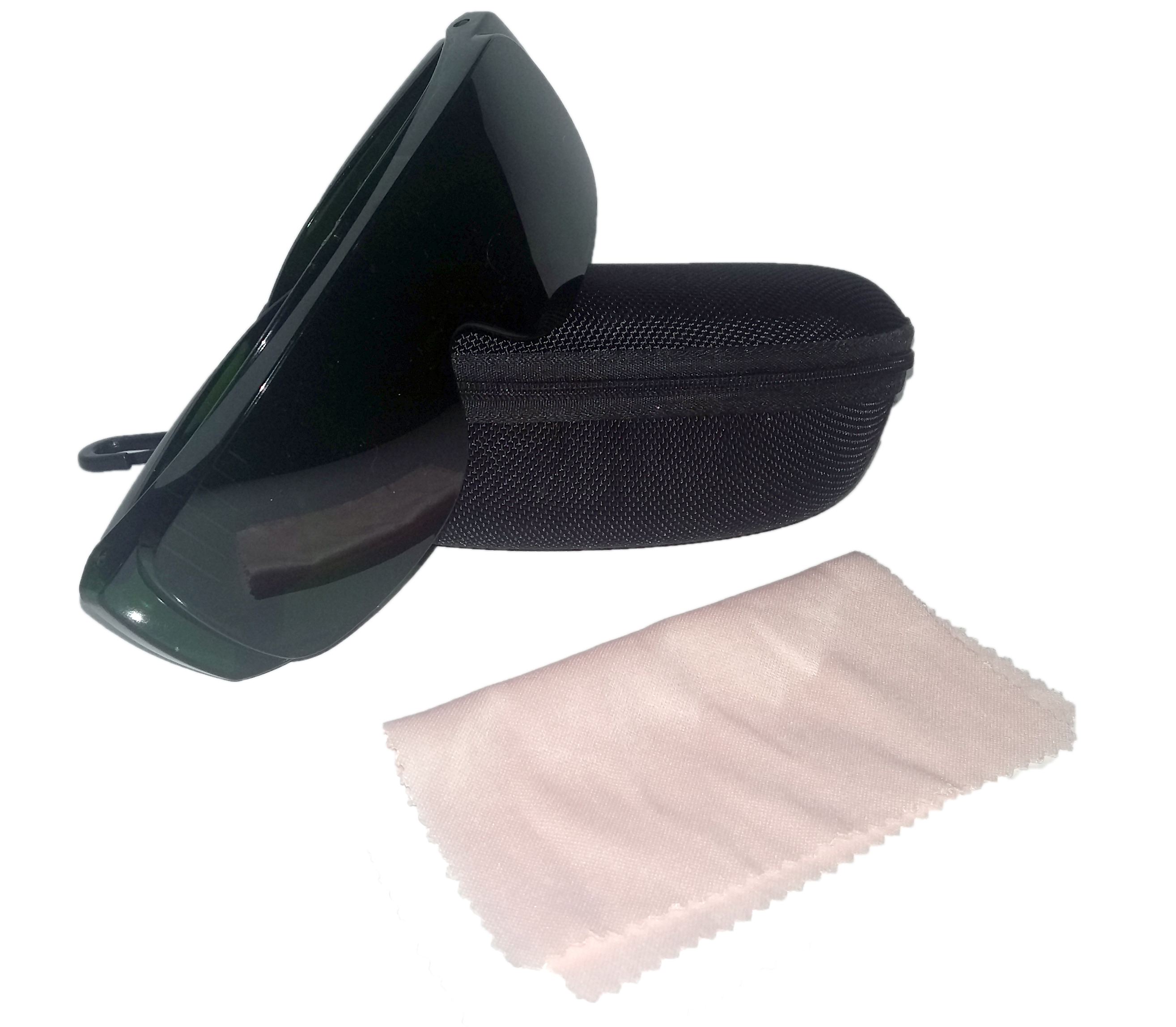
لیزر برداشتن مو / لیزر رفع موهای زائد

برخی مواقع ممکن است پس از درمان حذف مو توسط لیزر، عوارض جانبی مانند خارش پوست، صورتی و قرمز و تورم شدن اطراف منطقه درمان یا التهاب فولیکول به وجود بیاید. این عوارض جانبی به ندرت بیش از دو یا سه روز طول می‌کشد.
دو تا از عوارض جانبی جدی آکنه و تغییر رنگ پوست است و بنابراین باید از دستگاه‌های لیزر استاندارد استفاده شود.
کرم‌های بی‌حسی یا پیش از درمان، میزان درد در زمان درمان با لیزر را کاهش می‌دهند ولی استفاده زیاد از برخی کرم‌های بیحس‌کننده صدمات زیادی به پوست می‌زند و اگر دستگاه تنظیم نباشد به پوست آسیب می‌رسد. به‌طور معمول باید حدود ۳۰ دقیقه قبل از عمل از کرم استفاده شود. استفاده از شکر و تخم مرغ در این منطقه پس از درمان برای از بین بردن عوارض جانبی سریعتر کمک می‌کند.
عوارض جانبی لیزر موهای زائد ناخواسته است و مانند کم‌کاری یا بیش از حد رنگدانه‌ها یا در موارد شدید، سوزش پوست تماس برای تنظیم در لیزرهای انتخاب یا تنظیمات. خطرات شامل احتمال سوختن پوست یا تغییر رنگ پوست (لکه‌های سفید), شعله‌ور شدن آکنهو تورم در اطراف فولیکول مو (به عنوان یک واکنش طبیعی) و زخم تشکیل پورپورایو عفونتاست. این خطرات را می‌توان با درمان مناسب نوع لیزر مورد استفاده در تنظیمات مناسب برای فرد و نوع پوست و درمان منطقه است.
برخی از بیماران ممکن است عوارض جانبی از یک آلرژی یا حذف مو ژل با استفاده از برخی از انواع لیزر یا به یک کرم بیحس‌کننده یا به سادگی به این منطقه بیش از حد به زودی در رابطه با درمان.
عوارض جانبی این عمل روی بیمار تنها در صورتی بروز پیدا می‌کند که توان مورد استفاده بالاتر از حد تحمل بیمار باشد. این عوارض شامل صورتی یا قرمز شدن پوست، تورم در محل و اطراف محل لیزر است. این عوارض بیش از دو یا سه روز ادامه پیدا نمی‌کند. از این عوارض می‌توان با استفاده از ژل یا پایین آوردن توان لیزر اجتناب نمود. در صورت استفاده نکردن از عینک محافظ برخورد لیزر به چشم، این طول موج توسط کرنا (cornea) جذب شده و باعث سوزش چشم و ناتوانای در بینایی به مدت چند روز می‌شود. در صورتی که اپراتور از الزامات امنیتی استفاده از دستگاه پیروی کند هیچ گونه خطری وی را تهدید نخواهد نمود. به علت من بودن توان دستگاه، این لیزر هیچ تأثیر سویی روی بخش‌های داخلی و پوست اپراتور در طولانی مدت نخواهد گذاشت و در صورت استفاده از عینک محافظ، چشم اپراتور نیز ایمن خواهد بود